# (4775) Hansen
(4775) Hansen (1927 TC) – planetoida z grupy przecinających orbitę Marsa okrążająca Słońce w ciągu 3,71 lat w średniej odległości 2,4 j.a. Odkryta 3 października 1927 roku.